# CD8
En immunologia la molècula CD8 és una glicoproteïna transmembrana que serveix de coreceptor del receptor dels limfòcits T (TCR). Així com el TCR, CD8 s'uneix al complex d'histocompatibilitat principal o MHC, però presenta especificitat per l'MHC de classe I. Hi ha dues isoformes de la proteïna, alfa i beta, cadascuna codificada per un gen diferent. En humans, ambdós gens es troben localitzats al cromosoma 2 en la posició 2p12.